# Solaris Trollino 24
Solaris Trollino 24 je tříčlánkový nízkopodlažní trolejbus, který je vyráběn od roku 2019 polskou firmou Solaris Bus & Coach. Trolejbusy se shodnou vozovou skříní od společnosti Solaris Bus & Coach vybavené elektrickou výzbrojí od firmy Škoda Electric jsou označeny jako Škoda-Solaris 24m (též Škoda-Solaris Trollino 24).

## Popis
Vůz Trollino 24 konstrukčně vychází z kloubového autobusu Solaris Urbino 18. Jedná se o čtyřnápravový nízkopodlažní trolejbus, který se skládá ze tří článků. Ty jsou navzájem spojeny dvěma klouby a krycími měchy. V pravé bočnici vozu se nacházejí patery dvoukřídlé skládací dveře, případně čtvery dvoukřídlé a jedny jednokřídlé dveře u provedení MetroStyle. Hnaná náprava je druhá a třetí, každá poháněná vlastním elektromotorem. Řiditelná je pak první a čtvrtá náprava.
Prototyp je vybaven střídavou elektrickou výzbrojí TV Europulse s asynchronním trakčním motorem od firmy Cegelec (nyní Electric Components). Na přání zákazníka může být trolejbus také vybaven pomocným naftovým agregátem, který umožňuje jízdu vozu i mimo trolejové vedení.

## Výroba a provoz
Prototyp trolejbusu Trollino 24 byl vyroben v roce 2018 a poprvé představen veřejnosti v červnu 2019 v Gdyni. Ve stejném roce byl přestavěn na provedení MetroStyle, ve kterém byl následně v říjnu prezentován na veletrhu Busworld v Bruselu. Vůz dostal nový design předního čela, zpětná zrcátka byla nahrazena kamerami a přední dvoukřídlé dveře byly vyměněny za jednokřídlé.
V listopadu 2020 byl trolejbus Solaris Trollino 24 MetroStyle testován v Bratislavě. V roce 2023 bylo do Bratislavy dodáno 16 trolejbusů Škoda-Solaris 24m, vybavených elektrickou výzbrojí od společnosti Škoda Electric. V letech 2023 až 2024 bylo dodáno 20 kusů shodného typu do Prahy. Všech 36 trolejbusů Škoda-Solaris 24m má vozovou skříň shodnou s původní verzí prototypu Solaris Trollino 24 před přestavbou na provedení MetroStyle.
V roce 2025 výrobce Solaris Bus & Coach nabízí trolejbusy Solaris Trollino 24 pouze v provedení MetroStyle.
Od trolejbusu Solaris Trollino 24 je odvozen elektrobus Solaris Urbino 24 electric.

## Galerie

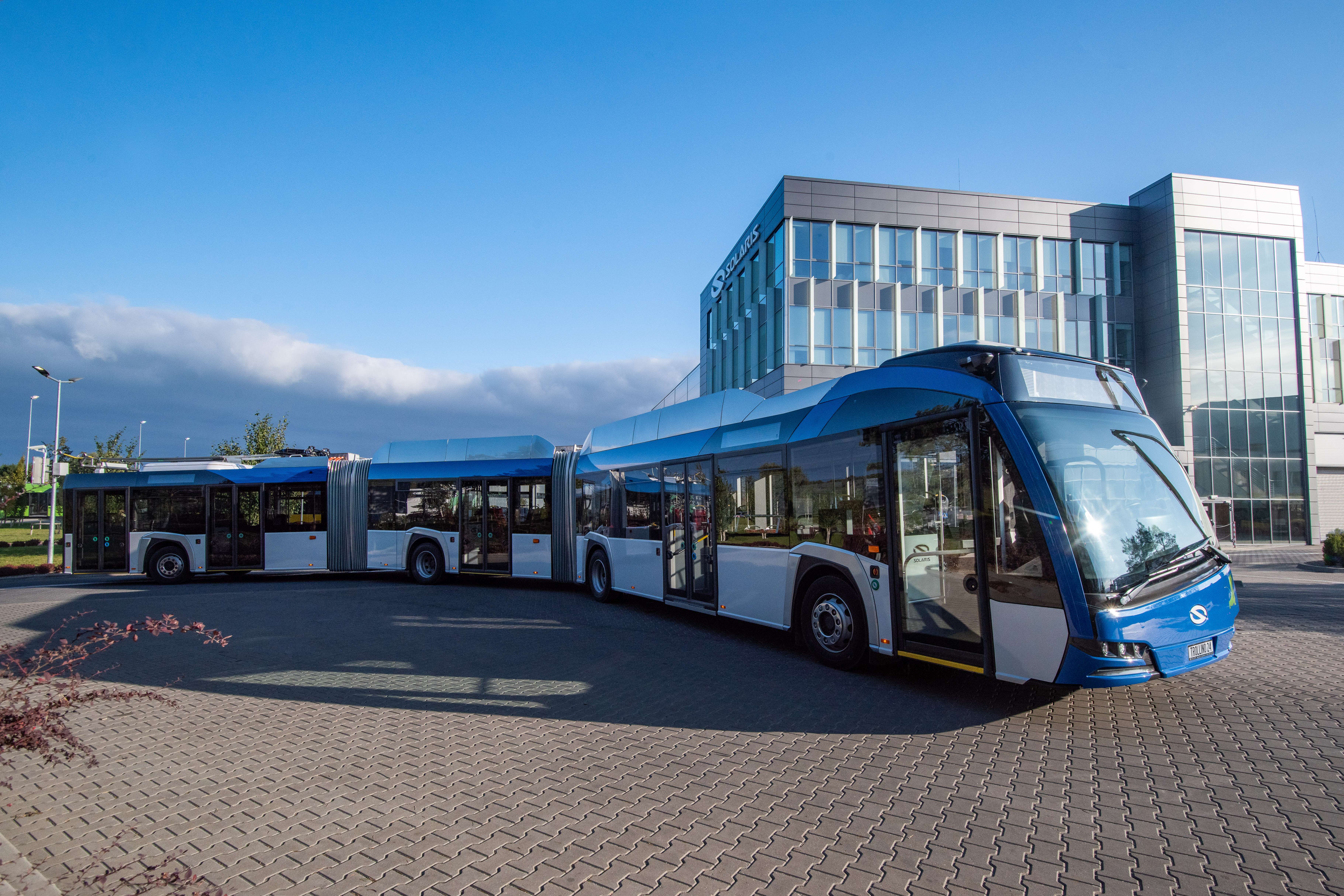
Solaris Trollino 24 MetroStyle
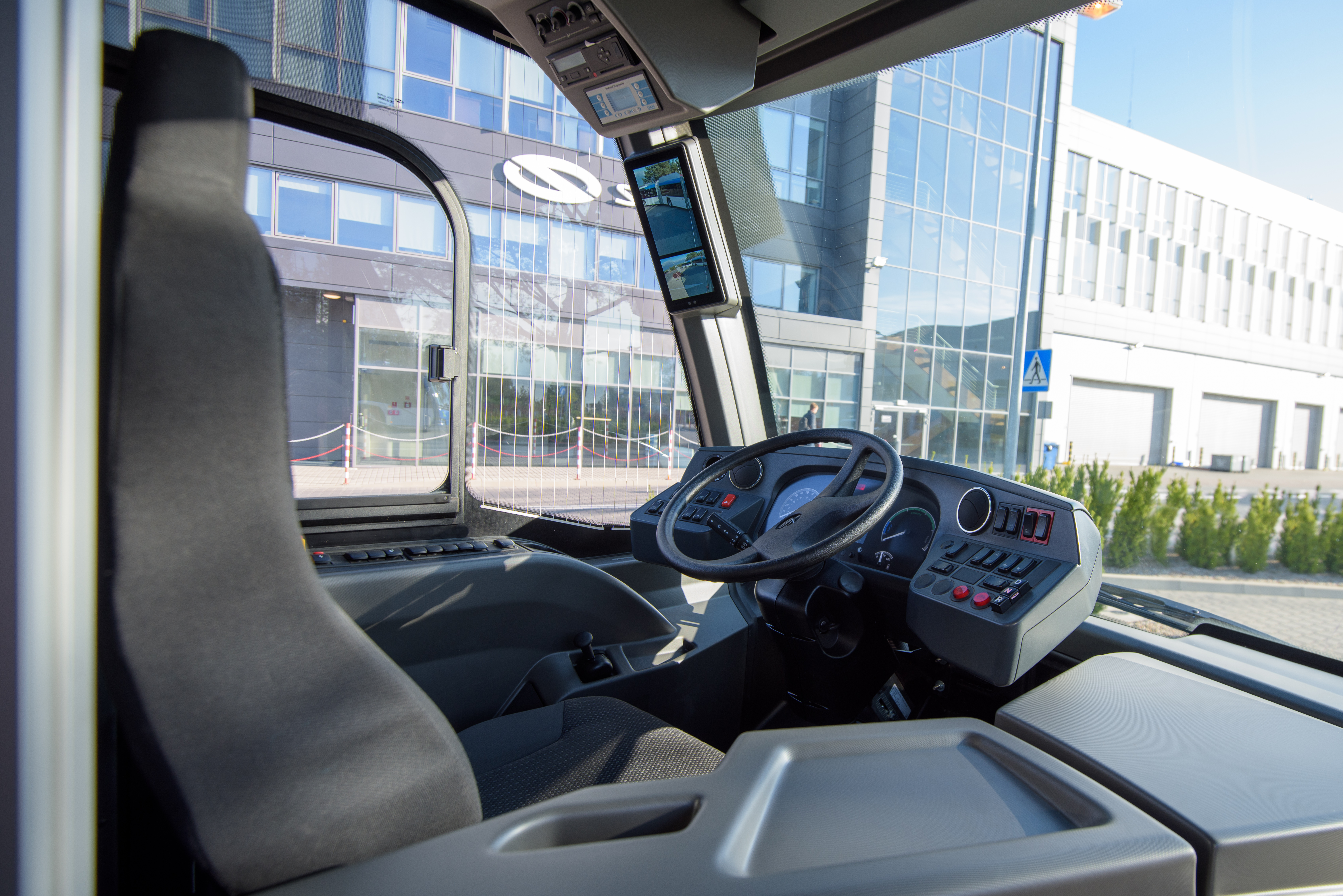
Stanoviště řidiče trolejbusu Solaris Trollino 24 MetroStyle